# アルスター銀行

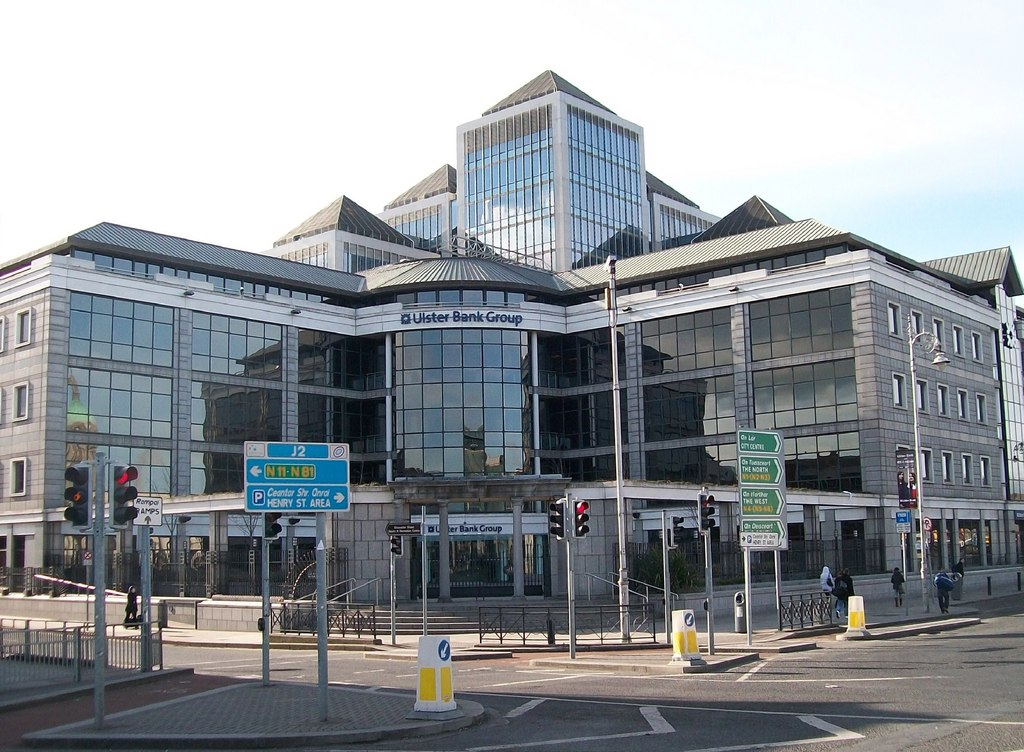
ダブリンのアルスター銀行本店

アルスター銀行（英: Ulster Bank、アイルランド語：Banc Uladh）は、北アイルランドおよびアイルランド共和国における4大商業銀行のうちの一行である。ベルファストおよびダブリンを本拠地として、イギリスとアイルランドにて大きな金融サービス部門を有しており、マン島でも営業している。現在はナットウエスト・グループの傘下にある。

## 歴史
アルスター銀行の起源は、1836年2月にベルファストのローヤル・ホテルにて地元の実業家によって開かれた会議である。当時、ベルファストには6万人の人口と、順調な麻貿易で成長する港があった。ローヤル・ホテルで出会った男達は、よりベルファストに根ざした金融サービスの必要性を信じ、数週間のうちに新しい銀行の開設に向けた野心的な趣意書を発行した。出資によってすぐさま潤沢な資本が集まり、アルスター銀行は1836年7月1日に営業を開始することになった。
銀行は、地元商人であるRobert GrimshawとJohn Heronからなる取締役が経営し、スコットランドの銀行を手本として運営された（スコットランドは、成長する銀行システムの安定性で広く尊敬されていた）。最初にアルスター銀行は、自前の紙幣を発券し、アルスター中の主要な貿易町で支店を開設することを決定した。一年で、アントリム、アーマー、バリーマネー、クートヒル、ダウンパトリック、ラーガン、ポータダウン、エニスキレンに計8店舗を持ち、ロンドン、リバプール、バーミンガム、ダブリン、アメリカ合衆国での銀行代理店を指定した。
今日、アルスター銀行グループはアイルランド共和国で3番目に大きな銀行であり、アイルランドの島全体で広範囲にわたる金融サービスを個人、小中大企業そして公共団体に提供している。

## 銀行サービス
アイルランド、北アイルランド内では大手であり、支店数は267店舗、790台以上のATMがある。その中には、アイルランドとガーンジー島で支店を持ち、イギリス内で金融サービスを提供しているファースト・アクティブの施設も含まれている。
また、アルスター銀行は一般的な金融サービスに加えて、イギリス及びアイルランドの顧客に対してMaestroやLaser等のデビットカードを提供している。

## 紙幣
他の北アイルランドの4大銀行と同じく、アルスター銀行は自身の紙幣を発券する権利を保っている。この紙幣はUKポンド紙幣であり、イングランド銀行紙幣と同じ価値である。